# Горьковское шоссе (Казань)
Горьковское шоссе — магистральная улица в Кировском районе города Казани.

## Описание
Горьковское шоссе начинается от перекрёстка с круговым движением с улицами Восстания, Фрунзе и Болотникова, пересекается с улицами Самарская, Глазовская, Маршрутная, Можайского, Юбилейная и заканчивается переходом в улицу Залесную. Пролегает с юго-востока на северо-запад. Имеет от 4 до 6 полос движения на различных участках.

## Происхождение названия
Горьковское шоссе получило своё название благодаря своему направлению в сторону Нижнего Новгорода (бывший город Горький).

## История
Первые малоэтажные многоквартирные дома были построены в конце 1940-х – первой половине 1950-х годов. К 1963 году на улице имелись домовладения №№ 1–45 и №№ 2–16, 24–26.
Дорога построена в 1970-х годах взамен дороги через Аракчино. В 1973-74 годах был построен путепровод под Северным внутригородским железнодорожным ходом.
До 1990-х годов шоссе было двухполосным, но в 2005 году проезжая часть подверглась глобальной реконструкции и из двухполосной дороги была переделана в четырёх- и шестиполосную магистраль.
До строительства объездной дороги вокруг Казани в 1990-х годах шоссе являлось частью трассы М7.

## Особенности
Горьковское шоссе, находясь в черте населённого пункта, некоторое время в обоих направлениях имело участки с ограничением скорости до 80 км/ч. При движении из Казани участок длился от контрольно-пропускного пункта (КПП, не действующий с 2011 года) до Лебяжьего. При движении в город такой участок начинался в ~400 м от ж/д моста Казанского отделения Горьковской железной дороги и заканчивался у КПП. Недалеко от перекрёстка с улицей Юбилейной улицей располагаются два редкоиспользуемых ж/д переезда.
Большой транспортный трафик по проезжей части улицы способствует формированию заторов не только в часы пик. Для решения проблем с пробками в 2022 году разработано предпроектное предложение организации безсветофорного движения с семью разноуровневыми развязками с подземными пешеходными переходами. Стоимость проекта составляет 192 млн руб., а сам проект оценивается в 22 млрд руб. При этом большая часть средств будет направлена на перенос и замену инженерных коммуникаций. Основная часть работ началась в начале марта 2022 года, окончание которых запланировано на октябрь 2024 года.

## Транспорт
По Горьковскому шоссе ходят городские автобусы, и проходят автобусы пригородного (Зеленодольск, Волжск и др.) и междугородного сообщения (Москва, Ульяновск и др.).

## Объекты на улице
- №№ 13/2, 15/1, 17/2, 19/1, 21/2, 23, 25, 27/1 — жилые дома порохового завода.[2]
- № 24 — гимназия № 3.
- № 26 — Казанское училище олимпийского резерва.
- №№ 30, 32 — жилые дома ГЖД (снесены).[7]
- № 43/1 — жилой дом предприятия п/я 695.[8]

## Фотографии

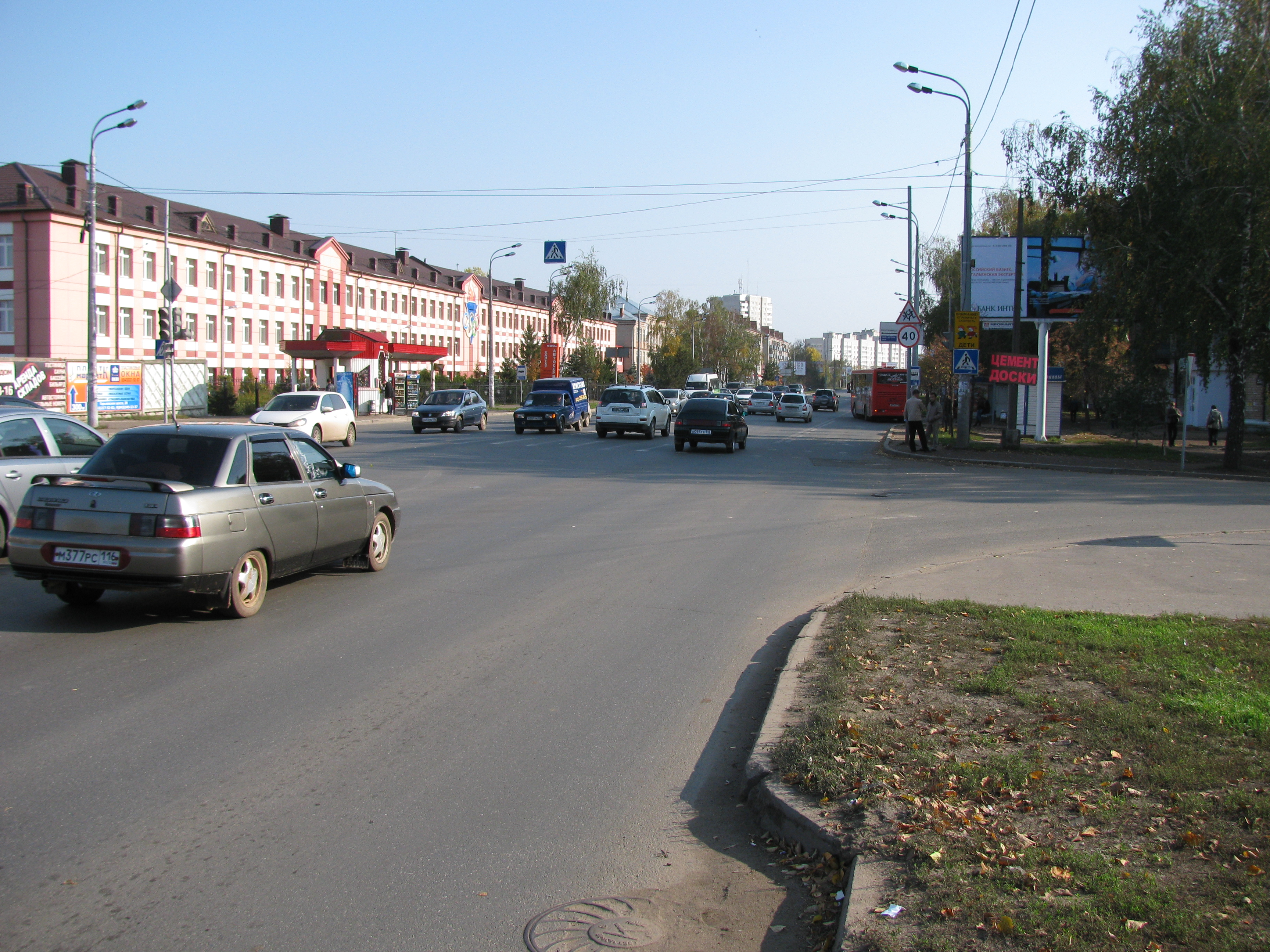
Перекрёсток Горьковского шоссе и улицы Можайского